# Криворотівка
Криворотівка — річка в Україні, у межах Валківського, Богодухівського і Дергачівського районів Харківської області. Права притока річки Уди (басейн Сіверського Дінця).

## Опис
Довжина — 16 км, площа басейну — 109 км². Має одну ліву притоку — Лосик.

## Розташування
Бере початок зі ставка біля села Вертіївка. Тече спочатку на північний схід, у смт. Вільшани повертає на південний схід. Впадає до Уди за селом Дворічний Кут. 
На річці розташовані населені пункти: Вертіївка (Богодухівський район), Тернова, Протопопівка, Ярошівка, Гуківка, Вільшани, Дворічний Кут (Дергачівський район). У селах Тернова й Протопопівка є греблі, вище яких утворюються зарибнені ставки.

## Назва
Назва річки виникла наприкінці XIX століття внаслідок помилки картографів Шуберта при складанні карт триверсток. Вони помилково віднесли назву одного з хуторів на річці до всієї річки. У більш старих документах, а також в енциклопедії Брокгауза і Ефрона, має назву — річка Вільшанка. У Вільшанах популярна місцева назва — Нецвітай.

## Притоки
Праві:
- Чернечий Яр - впадає на південно-західній околиці смт Вільшани[2]

Ліві:
- Кулизький Яр - починається біля с. Сазоно-Баланівка, тече на південний схід і впадає у Криворотівку на зіхідній околиці смт Вільшани [3].
- Криворотівський Яр - починається між селами Ріпки і Сазоно-Баланівка, тече на південний схід і впадає у Криворотівку на південно-західній околиці с. Гуківка.
- Сизонів Яр - починається на північ від с. Крупчине (у ХІХ ст. тут існував хутір Сизонів), тече на південний схід і впадає у Криворотівку в смт Вільшани.
  - Яр Юнокова - права притока Сизонового Яру, невеликий потік, протікає через село Крупчине.
  - Зіньків Яр - ліва притока Сизонового Яру. Починається у с. Зіньківське, тече на південний схід і впадає у Сизонів Яр у смт Вільшани